# Лаура Энджел
Лаура Энджел (англ. Laura Angel), настоящее имя Ленка Горгезова (чеш. Lenka Gorgesová) — порноактриса чешского происхождения , в период с 2002 по 2004 годы имела опыт режиссирования порнофильмов. Снималась в порнофильмах со сценами орального и анального секса, двойного проникновения.

## Порнокарьера
Лаура очень рано вышла замуж. В этом (первом) браке у неё есть ребёнок. Как она сама говорит, найти работу было очень сложно (в стране как раз произошёл так называемый бархатный развод: Чехословакия мирным путём распалась на Чехию и Словакию), поэтому Лаура хваталась за любую возможность. Работая стриптизёршей в ночных клубах, в 1998 году Лаура познакомилась с продюсером от порноиндустрии. На предложение принять участие в съёмках порнофильмов Лаура ответила согласием, и теперь на её счету как порноактрисы более 100 фильмов. Энджел работала с такими киностудиями, как Private Media Group, и режиссёрами, как Марк Дорсель и Пьер Вудман.
В 2002 году Лаура сама выступила в роли режиссёра порнофильма. Дебютным фильмом стала «Angelmania», после которого были сняты ещё четыре фильма (с Angelmania-2 по Angelmania-5).

## Сексуальные предпочтения
По словам самой Лауры, для своего сексуального удовлетворения ей нужно как минимум 5 мужчин. Количество её половых актов в неделю может превышать 30 (при этом, как она заявляет, около 2 раз в неделю занимается мастурбацией). Большое удовольствие Лаура получает от всех видов секса, однако наибольшего оргазма она достигает при двойном проникновении. Так же она приходит в большое возбуждение от кожи и латекса, не менее важную роль для её сексуального удовлетворения играет фемдом.

## Премии и номинации
- 2000 год — Hot d'Or[7] в номинации Лучшая европейская актриса[8][9].
- 2000 год — Venus Award.
- 2002 год — Venus Award.
- 2002 год — Barcelona Erotic Festival (FICEB, от исп. Festival Internacional de Cine Erótico de Barcelona), в номинации Лучшая актриса[10].
- 2003 год — Venus Award.